# Список населённых пунктов Ртищевского района
Список населённых пунктов находящихся и когда-либо находившихся на территории Ртищевского района Саратовской области.

## А
- † Акшувель хутор — исчез к концу 1960-х годов; Северский сельсовет; с 2005 года территория Макаровского муниципального образования
- Александровка село; Краснозвездинское муниципальное образование
- Александровка деревня; Урусовское муниципальное образование
- Александровка деревня — в 1970-х годах слилась с селом Елань; Еланский сельсовет; с 2005 года территория Салтыковского муниципального образования
- † Александровка посёлок — прекратил существование к 1974 году; Северский сельсовет; с 2005 года территория Макаровского муниципального образования
- † Алексеевские выселки населённый пункт — упоминается в документах 1936 года
- † Андрюшкино посёлок — прекратил существование в 1960-х годах; Крутецкий сельсовет; с 2005 года территория Салтыковского муниципального образования
- † Аннино-Байка село — прекратило существование в 1960-х годах; Первомайский сельсовет; с 2005 года территория Салтыковского муниципального образования
- † Аннино-Зыбино деревня — прекратила существование в 1990-х годах; Салтыковский сельсовет; с 2005 года территория Салтыковского муниципального образования
- † Архангельский посёлок — прекратил существование к 1984 году; Лопатинский сельсовет; с 2005 года территория Краснозвездинского муниципального образования
- Архангельское село — часть села Чиганак; Макаровское муниципальное образование
- † Афанасьевка деревня — прекратила существование к 1988 году; Краснозвездинский сельсовет; с 2005 года территория Краснозвездинского муниципального образования

## Б
- Байка станция; Октябрьское муниципальное образование
- Бакунинский посёлок; Урусовское муниципальное образование
- Барабановка посёлок; Шило-Голицынское муниципальное образование
- Бахметьевка деревня; Коленовский сельсовет[1]; ныне Екатериновский район
- † Бахметьевка деревня — прекратила существование между 1990 и 1991 годами; Малиновский сельсовет; с 2005 года территория Шило-Голицынского муниципального образования
- Белый Ключ посёлок; Макаровское муниципальное образование
- Бельщинский Карай село — с 29 июля 1965 года часть села Отрадино; Макаровское муниципальное образование
- Бельщино село; Макаровское муниципальное образование
- Берёзово деревня; Краснозвездинское муниципальное образование
- Берёзовый посёлок; Салтыковское муниципальное образование
- Битяговка деревня; Шило-Голицынское муниципальное образование
- † Битяговский посёлок — прекратил существование к 1939 году; Шило-Голицынский сельсовет; с 2005 года территория Шило-Голицынского муниципального образования
- Благодатка деревня — с 6 июня 1957 года улица Песчаная города Ртищево
- Благодатка станция; Октябрьское муниципальное образование
- † Блашинка населённый пункт — прекратил существование к 1938 году; Чиганакский сельсовет; с 2005 года территория Макаровского муниципального образования
- † Большие Сестрёнки село — прекратило существование к 1942 году; Шило-Голицынский сельсовет; с 2005 года территория Шило-Голицынского муниципального образования
- Борки село; Салтыковское муниципальное образование
- Братство посёлок; Урусовское муниципальное образование

## В
- Васильевка село; Макаровское муниципальное образование
- Васильевка деревня; Индустриальный сельсовет[2]; ныне Екатериновский район
- † Верхняя Еланка посёлок — прекратил существование к 1940 году; Александровский сельсовет; с 2005 года территория Урусовского муниципального образования
- Владимировка деревня; Индустриальный сельсовет; ныне Екатериновский район
- Владыкино село; Краснозвездинское муниципальное образование
- Власовка деревня — прекратила существование к 1977 году; Александровский сельсовет; с 2005 года территория Урусовского муниципального образования
- † Волчий Курган деревня — после 1917 не упоминается; Курганская волость; с 2005 года территория Урусовского муниципального образования
- Волчиновка деревня; Шило-Голицынское муниципальное образование
- Вольный деревня; Индустриальный сельсовет; ныне Екатериновский район
- † Всеволожевка посёлок — прекратил существование к 1939 году; Подгоренский сельсовет; с 2005 года территория Краснозвездинского муниципального образования
- Выдвиженец посёлок (центральная усадьба совхоза); Урусовское муниципальное образование

## Г
- † Гагарино деревня — прекратила существование к 1989 году; Каменский сельсовет; с 2005 года территория Салтыковского муниципального образования
- Голицыно село; Краснозвездинское муниципальное образование
- Горная Слобода посёлок — в 1968 году слился с селом Ивано-Кулики; Урусовское муниципальное образование
- † Горшки деревня — прекратила существование между 1955 и 1967 годами; Каменский сельсовет; с 2005 года территория Салтыковского муниципального образования
- Гривки село; Коленовский сельсовет; ныне Екатериновский район
- † Грязнуха посёлок — прекратил существование между 1959 и 1967 годами; Еланский сельсовет; с 2005 года территория Салтыковского муниципального образования

## Д
- Дивовка деревня; Урусовское муниципальное образование, последний житель умер в 2007г.
- † Дмитриевка посёлок — прекратил существование; Репьёвский сельсовет; с 2005 года территория Макаровского муниципального образования
- † Дмитриевка посёлок — прекратил существование к 1974 году; Салтыковский сельсовет; с 2005 года территория Салтыковского муниципального образования
- † Дмитриевский Карай село — слилось с селом Креславка; Репьёвский сельсовет; с 2005 года территория Макаровского муниципального образования
- Драгуновка деревня; Шило-Голицынское муниципальное образование
- Дубасово деревня; Шило-Голицынское муниципальное образование
- † Дубасовская станция — прекратила существование к 1989 году; Октябрьский сельсовет; с 2005 года территория Октябрьского муниципального образования
- Дубасовский посёлок; Октябрьское муниципальное образование
- Дудоровка населённый пункт — слился с селом Елань; Еланский сельсовет; с 2005 года территория Салтыковского муниципального образования

## Е
- † Екатериновка посёлок — прекратил существование между 1958 и 1967 годами; Владыкинский сельсовет; с 2005 года территория Краснозвездинского муниципального образования
- Екатериновка деревня; Краснозвездинское муниципальное образование
- † Еланка посёлок (в 1938 году село Красная Еланка) — прекратил существование к началу 1950-х годов; Александровский сельсовет; с 2005 года территория Урусовского муниципального образования
- Еланской больницы посёлок — часть села Елань; Салтыковское муниципальное образование
- Елань село; Салтыковское муниципальное образование
- Елань-1 село — в настоящее время часть села Елань; Салтыковское муниципальное образование
- Елань-2 село — в настоящее время часть села Елань; Салтыковское муниципальное образование
- Елизаветино посёлок (деревня Елизаветинка); Салтыковское муниципальное образование
- Ерышовка село; Шило-Голицынское муниципальное образование

## З
- † «Заготскот» хутор (до 1958 года — участок ртищевской конторы «Заготскот», до 1960 — участок Заготскотооткорм) — прекратил существование к началу 1970-х годов; Октябрьский сельсовет; с 2005 года территория Октябрьского муниципального образования
- Заря Социализма посёлок (до 1985 посёлок Заря солидарности); Урусовское муниципальное образование
- Змеёвка село (ранее село Змиевка); Шило-Голицынское муниципальное образование
- † Золотовка деревня — прекратила существование к 1945 году; Малиновский сельсовет; с 2005 года территория Салтыковского муниципального образования
- Зыбино деревня; Макаровское муниципальное образование

## И
- Ивановка населённый пункт — часть села Ивано-Кулики; Урусовское муниципальное образование
- Ивановка деревня; Индустриальный сельсовет; ныне Екатериновский район
- Ивано-Кулики село; Урусовское муниципальное образование
- † Ивлиевка посёлок — прекратил существование к 1978 году; Северский сельсовет; с 2005 года территория Макаровского муниципального образования
- Изнаир село; Индустриальный сельсовет; ныне Екатериновский район
- Изнаир село; Краснозвездинское муниципальное образование
- † Ильинка посёлок — прекратил существование в начале 1990-х годов; Выдвиженский сельсовет; с 2005 года территория Урусовского муниципального образования
- † имени Ильича посёлок — прекратил существование между 1951 и 1967 годами; Репьёвский сельсовет; с 2005 года территория Макаровского муниципального образования
- Индустриальный посёлок; Индустриальный сельсовет; ныне Екатериновский район
- † Исаевка деревня — прекратила существование между 1963 и 1967 годами; Сапожковский сельсовет; с 2005 года территория Октябрьского муниципального образования

## К
- † Казачка посёлок (до 1959 хутор) — прекратил существование к 1984 году, все жители переселились в посёлок Новостройка; Выдвиженский сельсовет; с 2005 года территория Урусовского муниципального образования
- † Калиновка посёлок — прекратил существование к 1936 году; Шило-Голицынский сельсовет; с 2005 года территория Шило-Голицынского муниципального образования
- Каменка село (до 1917 года село Каменный враг); Салтыковское муниципальное образование
- † Камышовка посёлок — прекратил существование к концу 1960-х годов; Лопатинский сельсовет; с 2005 года территория Краснозвездинского муниципального образования
- Киселёвка деревня — с 1976 года часть села Александровка; Краснозвездинское муниципальное образование
- Киселёвка деревня; Коленовский сельсовет; ныне Екатериновский район
- † Ключевой посёлок — прекратил существование к 1974 году; Салтыковский сельсовет; с 2005 года территория Салтыковского муниципального образования
- Ключи село; Краснозвездинское муниципальное образование
- Колено село; Коленовский сельсовет; ныне Екатериновский район
- Коллектор посёлок-коммуна — объединился с деревней Согласово между 1951 и 1967 годами; Первомайский сельсовет; с 2005 года территория Салтыковского муниципального образования
- † Комаровка посёлок — прекратил существование к концу 1940-х годов; Урусовский сельсовет; с 2005 года территория Урусовского муниципального образования
- † Кондратьевка (Кондратьевский) посёлок — прекратил существование в начале 1950-х годов; Октябрьский сельсовет; с 2005 года территория Октябрьского муниципального образования
- Кондрашовка деревня; Коленовский сельсовет; ныне Екатериновский район
- † Коньков хутор — прекратил существование между 1963 и 1967 годами; Октябрьский сельсовет; с 2005 года территория Октябрьского муниципального образования
- † Красная Деревня посёлок — прекратил существование в начале 1940-х годов; Подгоренский сельсовет; с 2005 года территория Краснозвездинского муниципального образования
- † Красная Елань населённый пункт — прекратил существование в середине 1930-х годов; Александровский сельсовет; с 2005 года территория Краснозвездинского муниципального образования
- Красная Звезда село (до 1929 года село Большие Сестрёнки); Краснозвездинское муниципальное образование
- Красновка село — в 1970-х годах слилось с селом Елань; Еланский сельсовет; с 2005 года территория Салтыковского муниципального образования
- † Красношеевка хутор — прекратил существование в начале 1940-х годов; Ивано-Куликовский сельсовет; с 2005 года территория Урусовского муниципального образования
- Красные Гривки посёлок; Шило-Голицынское муниципальное образование
- Красный Октябрь посёлок — к 1970 году слился с деревней Ольховка;  Октябрьский сельсовет; с 2005 года территория Октябрьского муниципального образования
- Красный Хутор посёлок; Салтыковское муниципальное образование
- † Красный Яр посёлок — прекратил существование между 1961 и 1967 годами; Первомайский сельсовет; с 2005 года территория Салтыковского муниципального образования
- † Креславка деревня — прекратила существование к 1984 году; Макаровский сельсовет; с 2005 года территория Макаровского муниципального образования
- им. Крупской посёлок; Урусовское муниципальное образование
- Крутец село; Салтыковское муниципальное образование
- Кулики (Куликовка) село — часть села Ивано-Кулики; Урусовское муниципальное образование
- † Кулики пруды населённый пункт — прекратил существование в середине 1930-х годов; Софьинский сельсовет; с 2005 года территория Шило-Голицынского муниципального образования
- † Курган посёлок — прекратил существование к концу 1980-х годов; Салтыковский сельсовет; с 2005 года территория Салтыковского муниципального образования
- Курган № 1 село; Урусовское муниципальное образование
- † Курган № 2 село — прекратило существование к концу 1980-х годов; Курганский сельсовет; с 2005 года территория Урусовского муниципального образования

## Л
- † Лебяжий посёлок — прекратил существование между 1966 и 1967 годами; Северский сельсовет; с 2005 года территория Макаровского муниципального образования
- Левашёвка посёлок — часть села Северка; Макаровское муниципальное образование
- † Ленивка посёлок — прекратил существование между 1959 и 1967 годами; Скачихинский сельсовет; с 2005 года территория Краснозвездинского муниципального образования
- † Лещи (Лещёв) посёлок — прекратил существование между 1963 и 1967 годами; Каменский сельсовет; с 2005 года территория Салтыковского муниципального образования
- † Лихачёвка посёлок — прекратил существование к началу 1940-х годов; поселковый Совет при совхозе «Темп»; с 2005 года территория Октябрьского муниципального образования
- Лопатино село; Краснозвездинское муниципальное образование
- † Лукиновка деревня — прекратила существование к концу 1960-х годов; Скачихинский сельсовет; с 2005 года территория Краснозвездинского муниципального образования
- Луч посёлок (1942—46 компрессорная станция; 1947—48 посёлок 2-й компрессорной станции; 1948—? посёлок Второго эксплуатационного участка компрессорной станции; до 1963 посёлок 2-го района газопровода Саратов — Москва; 1963—84 посёлок Газопровод/-а/); Октябрьское муниципальное образование
- † Луч Надежды посёлок — прекратил существование между 1963 и 1967 годами; Октябрьский сельсовет; с 2005 года территория Октябрьского муниципального образования

## М
- † Мазанов хутор — прекратил существование в начале 1930-х годов; Шило-Голицынский сельсовет; с 2005 года территория Шило-Голицынского муниципального образования
- Макарово село; Макаровское муниципальное образование
- имени Максима Горького посёлок; Шило-Голицынское муниципальное образование
- Малая Байка (ранее Бековская Байка) деревня ; Салтыковское муниципальное образование
- † Малая Дмитриевка посёлок — прекратил существование в конце 1970-х годов; Репьёвский сельсовет; с 2005 года территория Макаровского муниципального образования
- † Малая Новостройка посёлок — прекратил существование к 1970 году; сельсовет «Выдвиженец»; с 2005 года территория Урусовского муниципального образования
- Малая Репьёвка посёлок — часть села Крутец; Салтыковское муниципальное образование
- Малиновка село; Шило-Голицынское муниципальное образование
- † Малые Подгоренки деревня — прекратила существование после 1917 года
- Малые Сестрёнки село; Мало-Сестринский сельсовет; ныне Аркадакского района[3]
- Мамоновка деревня; Краснозвездинское муниципальное образование
- † Маслов хутор — прекратил существование к 1974 году; Октябрьский сельсовет; с 2005 года территория Октябрьского муниципального образования
- † Медведевка хутор — прекратил существование в конце 1930-х годов; Протасовский сельсовет; с 2005 года территория Шило-Голицынского муниципального образования
- Мещанский (Мещанка) посёлок; Шило-Голицынское муниципальное образование
- Молчаново деревня; Макаровское муниципальное образование

## Н
- Нагорное посёлок — часть села Крутец; Салтыковское муниципальное образование
- Нестеровка (Большая Нестеровка) деревня; Урусовское муниципальное образование
- Нижнее Голицыно (Голицыно, Козьмодемьянское, Васильевская слобода) село; Урусовское муниципальное образование
- † Нижняя Еланка посёлок — прекратил существование в конце 1930-х годов; Александровский сельсовет; с 2005 года территория Краснозвездинского муниципального образования
- † Никифоровка село — прекратило существование в 1930-х годах Ртищевский сельсовет; с 2005 года территория Октябрьского муниципального образования
- † Николаевка деревня — прекратила существование; Петропавловский сельсовет; с 2005 года территория Октябрьского муниципального образования
- † Никольский посёлок — прекратил существование в середине 1960 годов; Шило-Голицынский сельсовет; с 2005 года территория Шило-Голицынского муниципального образования
- Новая Сафоновка посёлок — к 1970 году слился с посёлком Красный Хутор; Салтыковское муниципальное образование
- † Новая усадьба совхоза «Выдвиженец» посёлок — прекратил существование в середине 1960 годов; сельсовет «Выдвиженец; с 2005 года территория Урусовского муниципального образования
- Новопавловка (Новая Павловка, Ново-Павловка) деревня — в середине 1970-х годов слилась с селом Малиновка; Шило-Голицынское муниципальное образование
- † Новосветский (Новосветовский) посёлок — прекратил существование к 1988 году; Урусовский сельсовет; с 2005 года территория Урусовского муниципального образования
- † Новосёлки деревня — прекратила существование к 1988 году; Северский сельсовет; с 2005 года территория Макаровского муниципального образования
- Новосёловка село; Коленовский сельсовет; ныне Екатериновский район
- † Ново-Согласовка село — прекратило существование в середине 1960-х годов; Первомайский сельсовет; с 2005 года территория Салтыковского муниципального образования
- Новостройка посёлок (возник в 1954 году вследствие объединения 1-го участка отделения «Новостройка» и посёлка центральной усадьбы совхоза «Новостройка»; Урусовское муниципальное образование
- «Новостройка» посёлок центральной усадьбы совхоза — в 1954 году объединился с посёлком 1-го участка отделения «Новостройка» в посёлок Новостройка

## О
- Ободный (Ободной) хутор; Краснозвездинское муниципальное образование
- Огибаловский железнодорожный разъезд; Салтыковский сельсовет; в 1965 году передан в состав Екатериновского района
- Озёрки деревня; Индустриальный сельсовет; ныне Екатериновский район
- Октябрёвка деревня; Индустриальный сельсовет; ныне Екатериновский район
- Октябрьский посёлок — в 1961 — 1984 годах документально неоформленное название посёлка центральной усадьбы совхоза «Темп» (см. посёлок Темп)
- Оленевка деревня — к концу 1960-х годов объединилась с селом Васильевка; Макаровское муниципальное образование
- Ольховка деревня; Октябрьское муниципальное образование
- † Ольшанка (Альшанка) посёлок — прекратил существование в начале 1950-х годов; Октябрьский сельсовет; с 2005 года территория Октябрьского муниципального образования
- † Ольшанка (Альшанка) деревня — прекратила существование к середине 1970-х годов Салтыковский сельсовет; с 2005 года территория Салтыковского муниципального образования
- Осиновка деревня; Краснозвездинское муниципальное образование
- Отрадино село; Макаровское муниципальное образование
- Отрадное посёлок; Макаровское муниципальное образование
- Отруба посёлок — часть села Крутец; Салтыковское муниципальное образование

## П
- Павловка деревня; Индустриальный сельсовет; ныне Екатериновский район
- Первая точка (совхоза «Выдвиженец»; совхоза «Берёзовский»; совхоза «Шуклинский»; Точка первая) посёлок; Урусовское муниципальное образование
- Первомайский посёлок (до 26 мая 1960 посёлок центральной усадьбы совхоза «Ульяновский»); Салтыковское муниципальное образование
- Перепутинка деревня; Урусовское муниципальное образование
- † Пески деревня — прекратила существование в середине 1960-х годов; Владыкинский сельсовет; с 2005 года территория Краснозвездинского муниципального образования
- † Песковатка деревня — прекратила существование к 1988 году; Салтыковский сельсовет; с 2005 года территория Салтыковского муниципального образования
- Песчанка село; Октябрьское муниципальное образование
- †Петропавловка (в XIX веке — Яблочкино) село; Октябрьское муниципальное образование. Прекратило существование в 2000 х годах.
- † Платицинский железнодорожный разъезд — прекратил существование к 1988 году; Салтыковский сельсовет; с 2005 года территория Салтыковского муниципального образования
- Платоновка деревня; Коленовский сельсовет; ныне Екатериновский район
- Платцовка посёлок; Шило-Голицынское муниципальное образование
- Подгоренка село; Индустриальный сельсовет; ныне Екатериновский район
- Подгоренка (Большие Подгоренки) село; Краснозвездинское муниципальное образование
- † Подгоренский железнодорожный разъезд — прекратил существование в начале 1990-х годов; Владыкинский сельсовет; с 2005 года территория Краснозвездинского муниципального образования
- Подсобное хозяйство мясокомбината (до 1945 — посёлок Бекфабрики) — в конце 1940-х годов объединён с посёлком Бакунинский; Ртищевский сельсовет; с 2005 года территория Октябрьского муниципального образования
- Поливановка населённый пункт — часть села Александровка; Александровский сельсовет; с 2005 года территория Краснозвездинского муниципального образования
- † Поляков хутор — прекратил существование в середине 1960-х годов; Октябрьский сельсовет; с 2005 года территория Октябрьского муниципального образования
- Потьма железнодорожный разъезд; Шило-Голицынское муниципальное образование
- Потьма село; Макаровское муниципальное образование
- Правда (посёлок центральной усадьбы совхоза им. газеты «Правда») посёлок; Октябрьское муниципальное образование
- † Протасово (Протасовка) село — прекратило существование в конце 1950-х годов; Шило-Голицынский сельсовет; с 2005 года территория Шило-Голицынского муниципального образования
- † Путь Земледелия посёлок — прекратил существование в конце 1950-х годов; Шило-Голицынский сельсовет; с 2005 года территория Шило-Голицынского муниципального образования

## Р
- † Рабочий посёлок — прекратил существование концу 1970-х годов; Первомайский сельсовет; с 2005 года территория Салтыковского муниципального образования
- Раевка посёлок — часть посёлка Раево-Воскресенский; Урусовское муниципальное образование
- Раево-Воскресенский (Раевовоскресенка) посёлок; Урусовское муниципальное образование
- Революционный посёлок — в 1970 году слился с селом Елань; Салтыковское муниципальное образование
- Репьёвка посёлок (до 1973 Большая Репьёвка) — часть села Крутец; Салтыковское муниципальное образование
- Репьёвка село; Макаровское муниципальное образование
- Рощинский (Рощино) посёлок — прекратил существование в середине 1960-х годов; Репьёвский сельсовет; с 2005 года территория Макаровского муниципального образования
- Ртищево село — 28 июня 1971 года вошло в состав города Ртищево
- Ртищевский посёлок (до 19 октября 1984 посёлок центральной усадьбы совхоза «Ртищевский», ранее посёлок центральной усадьбы совхоза № 40 «Красный»); Урусовское муниципальное образование
- Рули деревня (село Рулёвка); Салтыковское муниципальное образование
- Рунич посёлок — с 17 сентября 1980 года улица Пригородная города Ртищево
- Рюмино село; Краснозвездинское муниципальное образование

## С
- Салтыковка село; Салтыковское муниципальное образование
- Сапожок село Октябрьское муниципальное образование
- Сафоновка деревня (Старая Сафоновка, Софоновка); Шило-Голицынское муниципальное образование
- † Сборный Аркадак село; Коленовский сельсовет; ныне Екатериновский район, ныне не существует
- Свиридовка деревня; Индустриальный сельсовет; ныне Екатериновский район
- Свищёвка село; Урусовское муниципальное образование
- Северка село; Макаровское муниципальное образование
- Селитьба деревня; Краснозвездинское муниципальное образование
- Сергеевка населённый пункт — часть села Елань; Салтыковское муниципальное образование
- † Сердобинка посёлок — прекратил существование в конце 1930-х годов; Ивано-Куликовский сельсовет; с 2005 года территория Урусовского муниципального образования
- Скачиха село (Архангельское); Краснозвездинское муниципальное образование
- Сланцы село (Солонцы); Краснозвездинское муниципальное образование
- † Согласовка деревня (Согласово) — прекратила существование в конце 1970-х годов; Первомайский сельсовет; с 2005 года территория Салтыковского муниципального образования
- Соломенный посёлок — в 1970-х годах слился с селом Елань; Салтыковское муниципальное образование
- Сорокино деревня; Краснозвездинское муниципальное образование
- † Сосновка посёлок — прекратил существование в конце 1930-х годов; Ивано-Куликовский сельсовет; с 2005 года территория Урусовского муниципального образования
- † Софьино село (Софьинка) — прекратила существование к концу 1980-х годов; Ерышовский сельсовет; с 2005 года территория Шило-Голицынского муниципального образования
- † Степановка посёлок — прекратил существование к концу 1970-х годов; Выдвиженский сельсовет; с 2005 года территория Урусовского муниципального образования
- Степановка деревня; Краснозвездинское муниципальное образование
- † Степановка деревня — прекратила существование в середине 1970-х годов Репьёвский сельсовет; с 2005 года территория Макаровского муниципального образования
- † Степной посёлок — прекратил существование в конце 1970-х годов; Первомайский сельсовет; с 2005 года территория Салтыковского муниципального образования
- Стройиндустрия посёлок; Урусовское муниципальное образование
- † «Стройиндустрия» участок совхоза — прекратил существование в конце 1950-х годов; Подгоренский сельсовет; с 2005 года территория Краснозвездинского муниципального образования
- † Сусановка посёлок (хутор Сусанова) — прекратил существование в начале 1950-х годов; Малиновский сельсовет; с 2005 года территория Шило-Голицынского муниципального образования
- † Сухановский хутор (Суханова) — прекратил существование в конце 1930-х годов; Шило-Голицынский сельсовет; с 2005 года территория Шило-Голицынского муниципального образования
- † Сухановка населённый пункт — прекратил существование в конце 1950-х годов; Малиновский сельсовет; с 2005 года территория Шило-Голицынского муниципального образования
- † Счастливка деревня — прекратила существование в конце 1980-х годов; Сланцовский сельсовет; с 2005 года территория Краснозвездинского муниципального образования
- Сычёвка деревня — в 1970-х годах слилась с селом Елань; Салтыковское муниципальное образование

## Т
- Таптулино посёлок (Таптулинский); Октябрьское муниципальное образование
- Темп посёлок (с начала 1960-х до 1984 неофициально назывался посёлок Октябрьский; до 19 октября 1984 посёлок центральной усадьбы совхоза «Темп»); Октябрьское муниципальное образование
- † Толстовский посёлок — прекратил существование в конце 1930-х годов Ивано-Куликовский сельсовет; с 2005 года территория Урусовского муниципального образования
- Труд-30 посёлок (Труд тридцати); Урусовское муниципальное образование

## У
- † Уваровка село (Уварово) — прекратило существование к началу 1970-х годов; Змеёвский сельсовет; с 2005 года территория Шило-Голицынского муниципального образования
- Ундольщино деревня; Краснозвездинское муниципальное образование
- Упоровка село; Упоровский сельсовет; ныне Екатериновский район[4]
- Урусово село; Урусовское муниципальное образование

## Х
- Холудёновка село; Макаровское муниципальное образование
- Хрущёвка посёлок — часть села Потьма; Макаровское муниципальное образование

## Ч
- Чадаевка деревня (Чаадаевка); Урусовское муниципальное образование
- † Чаусово деревня (до 1917 Чаусов Враг) — прекратила существование в середине 1980-х годов; Шило-Голицынский сельсовет; с 2005 года территория Шило-Голицынского муниципального образования
- Чиганак село; Макаровское муниципальное образование
- Чиганак село; Мало-Сестринский сельсовет; ныне Аркадакский район
- Чигирёвка посёлок (Чигирёв) — в 1970-х годах слился с селом Елань; Салтыковское муниципальное образование
- † Чубаровка населённый пункт — прекратил существование в середине 1960-х годов; Васильевский сельсовет; с 2005 года территория Макаровского муниципального образования

## Ш
- † Шадчино посёлок — прекратил существование в конце 1940-х годов; Урусовский сельсовет; с 2005 года территория Урусовского муниципального образования
- † Шимановский посёлок (Шимановка, Шамановка) — прекратил существование в конце 1970-х годов; Первомайский сельсовет; с 2005 года территория Салтыковского муниципального образования
- Шило-Голицыно село (Голицыно); Шило-Голицынское муниципальное образование
- Шмели посёлок — в начале 1960-х годов вошёл в состав села Ртищево; Октябрьский сельсовет; с 2005 года территория Октябрьского муниципального образования
- Шуклино деревня — в начале 1970-х годов слилась с селом Шило-Голицыно; Шило-Голицынское муниципальное образование

## Ю
- Юсуповка деревня; Индустриальный сельсовет; ныне Екатериновский район
- Юсупово село; Макаровское муниципальное образование
- Юсуповской МТС посёлок — слился с селом Юсупово; Макаровское муниципальное образование

## Я
- Ярославка деревня (Уваровка – второе неофициальное название); Шило-Голицынское муниципальное образование